# ジェームズ・ウォーカー
ジェームス・バリー・"ジミー"・ウォーカー（James Barry "Jimmy" Walker, 1973年7月9日 - ）は、イングランド・ノッティンガムシャー出身の元サッカー選手、サッカー指導者。ポジションはゴールキーパー。

## 経歴
1991年に名門ノッツ・カウンティFCのトライアウトを受験するも敢えなく落選してしまい、1993年にウォルソールFCに入団する。以降、10シーズンに渡って在籍しゴールキーパーとして400試合を越えるキャップを記録、クラブの歴史に名を残すこととなる。
2004年にウォルソールとの契約が切れると、ステップアップを目指してウェストハム・ユナイテッドFCへと移籍を果たす。プレミアリーグ昇格争いを演じるクラブの中でセカンドゴールキーパーとして在籍するも、加入初年度は膝の怪我によりクラブの同リーグ昇格決定の試合に出場することはできなかった。しかしながら、翌シーズンとなる2005-2006シーズンには32歳という年齢でプレミアリーグデビューを飾る（2006年3月）。
しかしながら、ロイ・キャロルやロバート・グリーンという名も実績もあるゴールキーパーが在籍していたチームでは出場機会も限られており、出場機会を求めて2008年にコルチェスター・ユナイテッドFCへと1シーズン限りのレンタル移籍をし、16試合に出場する。
2009年にはレンタルバックしたウェストハムも退団し、同年9月3日にトッテナム・ホットスパーFCに加入。チームにはゴメス（ブラジル代表）、カルロ・クディチーニ（元イタリア代表）といった面々がおり、リーグ戦で出場機会は得られなかった。

## 所属クラブ
- ウォルソールFC 1993-2004
- ウェストハム・ユナイテッドFC 2004-2009

→  コルチェスター・ユナイテッドFC 2008-2009 (loan)
- トッテナム・ホットスパーFC 2009-2010
- ウォルソールFC 2010-2013
- ピーターバラ・ユナイテッドFC 2014-2015
- リンカーン・シティFC 2016-